# تجمع السدرة (رماة)

تعديل مصدري - تعديل

تجمع السدرة هو "تجمع بدوي" في عزلة رماة بمديرية رماة التابعة لمحافظة حضرموت، بلغ تعداد سكانها 40 نسمة حسب تعداد اليمن لعام 2004.